# Eugenio Arenaza
Pour les articles homonymes, voir Arenaza (homonymie).
Eugenio Arenaza Douglas (1923 – 16 décembre 1983) est un footballeur péruvien qui évoluait au poste de gardien de but.

## Biographie
Surnommé el Mono (« le singe »), Eugenio Arenaza commence sa carrière au Telmo Carbajo de Callao en 1941. Il rejoint l'Alianza Lima en 1943. Relégué sur le banc des remplaçants à la suite de l'émergence de Teódulo Legario dans les cages de l'Alianza, il émigre au Mexique, pays où il fera l'essentiel de sa carrière, devenant le premier gardien péruvien à y évoluer. 
Jouant d'abord à l'ADO de Orizaba entre 1945 et 1946, en compagnie de six autres joueurs péruviens : Agapito Perales, Guillermo Andrade, Lorenzo “Lolo” Vázquez, Grimaldo González et Leopoldo Quiñones, il s'engage au sein du Club León en 1946. Avec ce dernier club, il remporte deux championnats du Mexique d'affilée en 1948 et 1949. Il remporte également la Coupe du Mexique en 1949 en plus de deux supercoupes en 1947 et 1948. 
Il poursuit sa carrière dans différents clubs mexicains – dont le Club América entre 1950 et 1951 – remportant un troisième championnat personnel au sein du CD Marte en 1954. Il tire sa révérence en 1958, avec 241 matchs en 1re division mexicaine (353 buts encaissés).
Mort en 1983, une rue porte son nom à Villas de San Juan, dans la banlieue proche de León au Mexique (la rue Eugenio El Mono Arenaza).

## Palmarès
| Club León - Championnat du Mexique (2) : - Champion : 1948 et 1949. - Coupe du Mexique (1) : - Vainqueur : 1948. - Supercoupe du Mexique (2) : - Vainqueur : 1947 et 1948. |  | CD Marte - Championnat du Mexique (1) : - Champion : 1954. - Supercoupe du Mexique (1) : - Vainqueur : 1953. |